# Jokin Arcaya Esparza
Jokin Arcaya Esparza (nascut el 15 de juny de 1988 a Pamplona) és un futbolista navarrès que juga actualment al CD Toledo.

## Carrera de club
Després de formar-se al planter del club local CA Osasuna, va debutar a la primera divisió espanyola el 17 de juny de 2007 en una derrota a casa per 1–2 contra l'Atlètic de Madrid. Només jugaria cinc partits més amb el primer equip en les dues següents temporades, i per això fou finalment cedit al club SD Huesca de Segona Divisió el gener de 2009; va jugar amb certa regularitat durant la campanya, en la qual el club va mantenir la categoria.
La temporada 2010–11, Esparza fou novament cedit al Huesca. L'agost de 2011, va signar contracte permanent amb els aragonesos.
El febrer de 2013, Esparza va fitxar pel Panathinaikos FC de la Superlliga grega, amb contracte per sis mesos. A finals de maig de l'any següent, després d'un breu pas pel Zamora CF, va marxar a un altre equip grec de primera, el Veria FC.